# Nerfs ciliaires longs
Les nerfs ciliaires longs sont au nombre de deux ou trois, sont issus du nerf naso-ciliaire lorsqu'il croise le nerf optique.
Le nerf naso-ciliaire est lui-même une branche de la branche ophtalmique (V 1 )du nerf trijumeau (CN V).
Ils accompagnent les nerfs ciliaires courts du ganglion ciliaire, percent la partie postérieure de la sclérotique, et s'étendant entre celle-ci et la choroïde, pour innerver l'iris et à la cornée.
Les nerfs ciliaires longs assurent l'innervation sensorielle du globe oculaire, y compris de la cornée.
Ils contiennent également des fibres sympathiques allant du ganglion cervical supérieur au muscle dilatateur de la pupille qui traversent le ganglion ciliaire sans former de synapses, mais les fibres sympathiques du muscle dilatateur pupillaire viennent principalement du nerf naso-ciliaire.

## Galerie

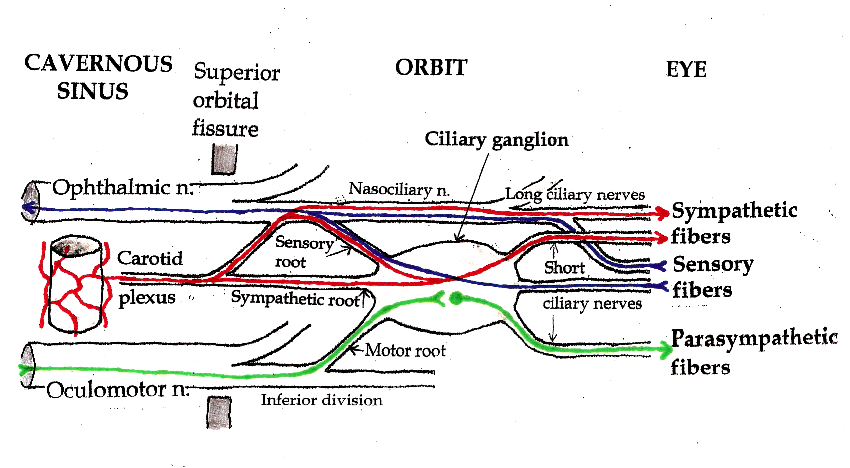
Voies dans le ganglion ciliaire.